# Tavaux-et-Pontséricourt

Tavaux-et-Pontséricourt este o comună în departamentul Aisne din nordul Franței. În 1 ianuarie 2022 avea o populație de 549 de locuitori.